# Берилијум-карбонат
Берилијум-карбонат је хемијско једињење формуле . Позната су три облика: безводни, тетрахидрат и базични. Безводни је нестабилан, јер се брзо разлаже на BeO (берилијум-оксид) и  (угљен-диоксид), и захтева чување под . Тетрахидрат се ствара када се  проводи кроз раствор  (берилијум-хидроксид) и такође је нестабилан. Базични је помешана со, која се добија у реакцији  (берилијум-сулфат) и  (амонијум-карбонат) и садржи и хидроксидне и карбонатне јоне, формуле . Верује се да је управо ово једињење оно које се у старијој литератури наводило као берилијум-карбонат.

## Особине
| Особина                  | Вредност |
| ------------------------ | -------- |
| Партициони коефицијент ( | -2,0     |
| Растворљивост (logS, log(mol/L))        | 0,2      |
| Поларна површина (PSA, Å2)  | 92,6     |